# Politikberatung
Politikberatung bezeichnet den gesamten Komplex politischer Beratungstätigkeit, vom Wissenstransfer aus der Wissenschaft in die politische Praxis bis hin zum Lobbyismus.

## Grundlagen
Politikberatung als „das Verfügbarmachen von Informationen und Handlungsempfehlungen“ richtet sich vor allem an politische Entscheidungsträger, das sind Führungspersonen in Ministerien, Politiker in Parlamenten und Regierungen sowie Parteien.
Im engeren Sinne – englisch als policy advice bezeichnet – umfasst die Beratung bestimmte Politikfelder und Problemstellungen. Der Beratende gibt zum Beispiel Antwort auf die Frage, was der Staat in einem konkreten Fall tun soll. So kann erörtert werden, ob eine bestimmte Steuer eingeführt werden soll, was die Auswirkungen wären, was dafür und was dagegen spräche.
Politikberatung im weiteren Sinne oder policy consulting dagegen fasst ins Auge, wie der Beratene sein politisches Ziel am besten erreichen kann. Darunter fällt auch, Kandidaten und Politiker bei Kampagnen und Wahlkämpfen sowie anderen Aspekten der Kommunikation und Öffentlichkeitsarbeit zu beraten.
Wissenschaftliche Politikberatung unterscheidet sich von Lobbyismus darin, dass sie durch ihre Beratung keine Partikularinteressen durchzusetzen versucht. Lobbyisten verwenden den Begriff Politikberatung jedoch häufig als Euphemismus, um den negativ konnotierten Begriff zu vermeiden. Public Affairs (seltener „Politikkontaktarbeit“) hilft Organisationen, ihre Beziehungen zum politischen Feld zu verbessern und arbeitet ähnlich wie Public Relations an der Schnittstelle zwischen Politik, Wirtschaft und Gesellschaft. Government Relations ist auf die direkte Interaktion mit dem Gesetzgeber ausgerichtet. Politikberatung in diesen Bereichen findet statt, wenn konkrete Policies vorgeschlagen oder beraten werden, aber ist nur ein Teil des Aufgabenspektrums.

## Schwerpunkte
Zunächst ist zu unterscheiden zwischen Politikberatung „von innen“ und „von außen“.

### Politikberatung „von innen“
Politikberatung von innen meint Beratungsprozesse innerhalb des Regierungssystems (Ministerien und Parlament). Akteure des Regierungssystems werden zusätzlich durch Akteure beraten, die nicht Teil des Regierungssystems sind, wie Wissenschaftler und private Akteure.
In den Parlamenten findet Beratung durch die Mitarbeiter der einzelnen Fraktionen und die wissenschaftlichen Mitarbeiter der einzelnen Abgeordneten statt. Ihr beraterischer Output beeinflusst den Gesetzgebungsprozess. Zudem berät der wissenschaftliche Dienst des Bundestags die Abgeordneten und das Parlament als Ganzes.
In den Ministerien werden Minister und Staatssekretäre durch die Ministerialbürokratie und Behörden beraten. Insbesondere die Minister werden allerdings auch von ihrem unmittelbaren persönlichen Umfeld (z. B. Büroleiter), das gewissermaßen als Transmissionsriemen funktioniert, mit Informationen versorgt und auch von der jeweiligen Partei beeinflusst.

### Politikberatung „von außen“
Von außen findet Politikberatung statt, wenn zu bestimmten Fragestellungen Aufträge an ein Institut vergeben werden oder ein Berater an die Entscheidungsträger von sich aus herantritt. Manchmal haben auch bestimmte Buchveröffentlichungen Einfluss oder werden als Grundlage verwendet. Nicht jede von außen herangetragene Beratung dieser Art ist daher wissenschaftlich. Eine Abgrenzung "von außen" und "von innen" ist bei den sogenannten politischen Beamten wegen ihrer Parteizugehörigkeit oft nicht immer möglich.

### Wissenschaftliche Politikberatung
Wissenschaftliche Politikberatung findet statt, wenn der Beratende basierend auf seiner akademischen Ausbildung und Tätigkeit (z. B. an einer (außer-)universitären Forschungseinrichtung) den Forschungsstand seines Fachgebiets kommuniziert und darauf aufbauend Politiken bewertet (policy advice). Wissenschaftliche Politikberatung ist immer wieder Gegenstand teils hitziger Debatten gewesen. Die Berlin-Brandenburgische Akademie der Wissenschaften erarbeitete und veröffentlichte 2008 "Leitlinien guter Politikberatung".
Ein großer Teil der wissenschaftlichen Politikberatung wird von verschiedenen Gremien wie z. B. Expertenkommissionen, sowie von Think Tanks und Stiftungen geleistet.
Expertenkommissionen werden entweder ad-hoc einberufen oder sind institutionalisiert. Ad-hoc-Expertenkommissionen werden zu eng begrenzten Fragestellungen ins Leben gerufen (z. B. Hartz-Kommission), die ihre Ergebnisse einem Ausschuss oder Ministerium vorlegen. Sie fungieren einerseits, um Informationen bereitstellen, andererseits sind sie Instrument, um politischen Druck zu erzeugen, Entscheidungen herbeizuführen und legitimieren. Institutionalisierte Kommissionen wie der Sachverständigenrat zur Begutachtung der gesamtwirtschaftlichen Entwicklung dienen in erster Linie der Bereitstellung von Informationen zur effizienten Zielerreichung.
Think-tanks sind meist unabhängige, rechtlich gemeinnützige Organisationen, deren Ziel es ist, Einfluss auf politische Entscheidungen zu nehmen. Think-tanks können politisch oder nicht-politisch sein. Politische Think-tanks können parteigebunden sein oder für ein bestimmtes Thema Advocacy betreiben. Nicht-politische Think-tanks arbeiten entweder akademisch oder auf Vertragsbasis. Beispiele in Deutschland sind das Deutsche Institut für Wirtschaftsforschung, die Deutsche Gesellschaft für Auswärtige Politik oder zu einem gewissen Grad auch die politischen Stiftungen.
Politische Stiftungen oder auch parteinahe Stiftungen arbeiten ausschließlich im Sinne des jeweiligen Stiftungszwecks. Dabei kann dieser durch die Förderung von Projekten Dritter oder durch die eigene Tätigkeit, wie z. B. politische Bildung im Sinne der Stiftung, erfüllt werden. Für die Politikberatung sind vor allem die operativen Stiftungen interessant. Beispiele in Deutschland sind beispielsweise die Körber-Stiftung oder die Bertelsmann-Stiftung.

## Akteure der Politikberatung
Unternehmensberatungen unterstützen Verwaltungen, insbesondere bei Restrukturierung und Modernisierung. Sie unterstützen und beraten aber auch natürliche Personen oder wirken in Kommissionen mit. Dabei sind verschiedene Beratungsmodelle zu unterscheiden.
Auch Journalisten leisten einen Beitrag zur Politikberatung, da sie durch ihre Medienbeiträge einerseits politische Debatte beeinflussen und andererseits durch Hintergrundgespräche direkt auf Politiker einwirken können.
Verbände sind ein Produkt gesellschaftlicher Spaltlinien und wirtschaftlicher sowie politischer Orientierungen. Sie können gleichermaßen als Vereinigungen von rechtlichen oder natürlichen Personen, die der Interessenvertretung dienen, betrieben werden. In ihren jeweiligen Bereichen stellen sie der Politik ihre Expertise zur Verfügung, verfolgen aber zugleich auch ihre Partikularinteressen. Insbesondere weil Verbände ein „Expertenpool“ sind, besteht eine große Nähe zur Politik.

## Nationales

### Deutschland
Im April 2008 legte der Bundesrechnungshof (BRH) einen Bericht mit dem Titel „Über die Mitarbeit von Beschäftigten aus Verbänden und Unternehmen in obersten Bundesbehörden“ dem Haushaltsausschuss des Bundestages vor. Darin hieß es, „… dass in einigen Bereichen erhöhte Risiken von Interessenkonflikten bestehen.“ Zwar bestand „keine Notwendigkeit, den personellen Austausch zwischen Verwaltung und Unternehmen grundsätzlich in Frage zu stellen“, aber um die dennoch „bestehenden Risiken“ auf ein Mindestmaß zurückzuführen, gab er den Parlamentariern zehn Handlungsempfehlungen, u. a.: „Leihbeamte“ sollten
- keine „federführende Formulierung von Gesetzesentwürfen und anderen Rechtsakten“ vornehmen dürfen (bisher hatten 20 Prozent der externen Mitarbeiter Gelegenheit dazu),
- nicht mehr an Vergabeverfahren öffentlicher Aufträge beteiligt sein (bisher waren dies mehr als 25 Prozent der jährlich rund 100 „Lobbyisten“, die 2004 bis 2006 in obersten Bundesbehörden tätig waren),
- nicht mehr Leitungsvorlagen erstellen (was bisher über 60 Prozent der „Leihbeamten“ taten) und nicht mehr die Bundesregierung nach außen vertreten.

Am 13. Juni 2009 legte das Bundesministerium des Innern (BMI) den „Entwurf einer Allgemeinen Verwaltungsvorschrift zum Einsatz von außerhalb des öffentlichen Dienstes Beschäftigten (externen Personen) in der Bundesregierung“ vor. Er bündelte die Beschlüsse des Haushaltsausschusses vom 9. April und 4. Juni 2008 „im Interesse der Integrität und der Funktionsfähigkeit der Bundesverwaltung.“ Die „Allgemeine Verwaltungsvorschrift der Bundesregierung“ einschließlich „Verhaltenskodex für in der Bundesverwaltung tätige externe Personen“ wurde entlang der Empfehlungen des Bundesrechnungshofes formuliert. Das BMI muss nun gemäß der Allgemeinen Verwaltungsvorschrift zum Einsatz von außerhalb des öffentlichen Dienstes Beschäftigten (externen Personen) in der Bundesverwaltung halbjährlich schriftlich dem Haushalts- und Innenausschuss über den jeweiligen Personalstand der „externen Positionen“ berichten.

„Faktisch ist das Programm „Seitenwechsel“ mit diesen administrativen Korsettstangen und den erzwungenen Transparenzmaßnahmen „erledigt“, wie ein Spitzenbeamter im BMI bitter bilanzierte.
Die „Methode Bundesrechnungshof“ und die zwar langatmigen, am Ende aber wirksamen Kontrollmechanismen des Haushaltsausschusses könnten Vorbild für die Lösung aller weiteren „parlamentarischen Brandherde im Zusammenhang mit Lobbyismus“ sein. Diese wirksame Blaupause einer Selbstbehauptung des Parlaments wurde aber in den anderen Fällen (bislang) selten genutzt.“